# بخش بریستول، شهرستان فیلمور، مینه سوتا
بخش بریستول (به انگلیسی: Bristol Township) یک منطقهٔ مسکونی در ایالات متحده آمریکا است که در شهرستان فیلمور، مینه‌سوتا واقع شده‌است.
 بخش بریستول ۹۳٫۳ کیلومتر مربع مساحت و ۴۹۹ نفر جمعیت دارد و ۴۰۹ متر بالاتر از سطح دریا واقع شده‌است.